# Solange Camaüer
Solange Camauër (Buenos Aires) es una escritora y filósofa argentina. Doctora en Filosofía (Universidad de Buenos Aires) con la tesis La vigencia del sujeto en la escritura. Docente Universitaria, coordinadora de talleres de filosofía y literatura. Ha publicado cuentos, poesías y artículos en medios especializados. Realiza trabajo social relacionado con la literatura. En el año 2014 ganó el XVIII Premio de Novela Negra de la Ciudad de Getafe, España, convirtiéndose en la primera mujer en obtener esta distinción.

## Obras
Su primera novela fue "Las delicias del jardín" (1998), a la que le siguió "Amores velados" y "El hijo", una novela que narra la forma en que una familia enfrenta el suicidio de la madre.
Ha escrito diversos cuentos y artículos en medios especializados. 

## Premios
En 1992 ganó el Premio Iniciación de la Sociedad Argentina de Escritores (SADE). 
En el año 2014 recibió el XVIII  Premio de Novela Negra de la Ciudad de Getafe, España.